# Плесниха
Плесниха — деревня в Харовском районе Вологодской области.
Входит в состав Азлецкого сельского поселения, с точки зрения административно-территориального деления — в Азлецкий сельсовет.
Расстояние по автодороге до районного центра Харовска — 57 км, до центра муниципального образования Поповки — 3 км. Ближайшие населённые пункты — Кузнецовская, Мартыниха, Новец.
По переписи 2002 года население — 6 человек.
В Плеснихе в 1902 году родился генерал-майор А. А. Сараев, командовавший 10-й стрелковой дивизией внутренних войск НКВД отличившейся при обороне Сталинграда.